# Usina Hidrelétrica do Rio Novo
A Usina Hidrelétrica do Rio Novo tem a sua barragem instalada no rio Novo no município de Avaré, no estado de São Paulo e apresenta as seguintes características:
Possui três turbinas tipo hélice e eixo horizontal sendo as potências 0,16; 0,7 e 0,42 MW, com peças importadas da Alemanha e da Suíça. As turbinas movem três geradores AEG. Foi construída no ano de 1909 (115–116 anos) pela empresa paulistana Valle Castro & Cia. Tem uma queda útil de 12,40 m com 160 metros de canal em alvenaria de pedra. Na década de 1930 a responsável pela usina era a Empresa de Eletricidade Avaré S/A e em 1951 a Cia Luz e Força Santa Cruz que em 2007 foi adquirida pela CPFL. A usina até hoje (2009) ainda produz energia.

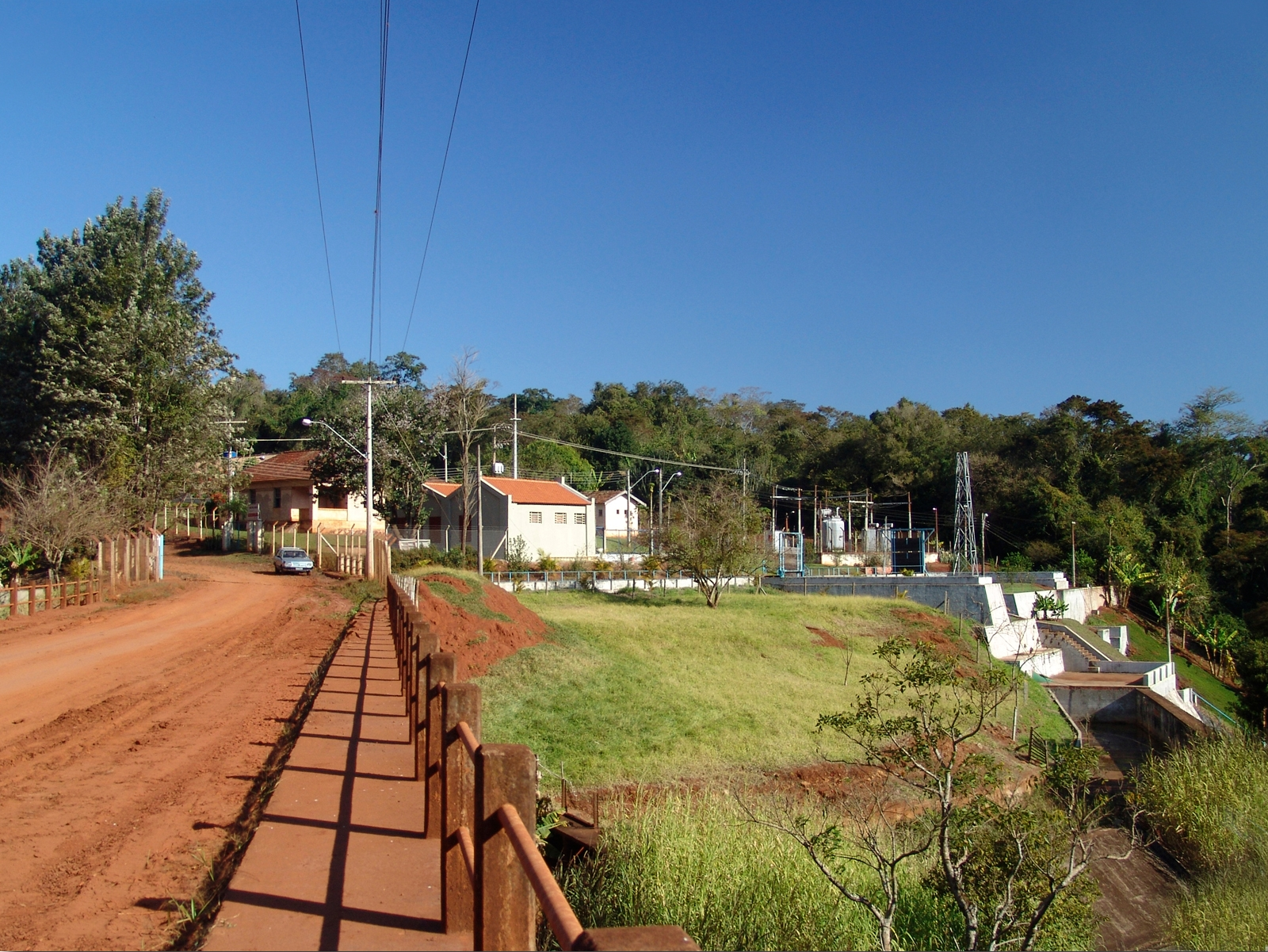
Casa de máquinas e instalações